# Distretto di Kaushambi
Kaushambi è un distretto dell'India di 1 294 937 abitanti. Capoluogo del distretto è Manjhanpur.